# 시티즌 코프
클래런스 그린우드(영어: Clarence Greenwood, 1968년 5월 20일 ~ )는 시티즌 코프(영어: Citizen Cope)라는 무대 이름으로 잘 알려진 미국의 송라이터, 음반 프로듀서, 가수이다. 그의 음악은 흔히 블루스, 솔, 포크, 록의 혼합으로 묘사된다. 그는 카를로스 산타나, 다이도, 파로아 먼치, 리치 헤이븐스와 함께 협업했다. 그는 현재 2010년에 설립한 자신의 음반 레이블인 레인워터 레코딩스에서 녹음과 프로듀싱을 담당하고 있다. 그는 이전에 캐피틀, 아리스타, 드림웍스, RCA와 계약한 바 있다. 2019년 3월 1일, 그는 7년의 공백 끝에 7번째 정규 음반인 Heroine and Helicopters를 셀프 발매했다.